# Radomír Čihák
Radomír Čihák (30. května 1928, Soběslav – 9. června 2016) byl český lékař zaměřující se na anatomii a embryologii pohybového systému. Byl též autorem vysokoškolských učebnic Anatomie 1, 2 a 3. V letech 1970–1990 vedl Anatomický ústav Fakulty všeobecného lékařství Univerzity Karlovy a mezi roky 1980–1990 byl na téže fakultě proděkanem pro zahraniční styky.

## Životopis
Vyrůstal v rodině učitele na střední škole. Již během svých středoškolských studií se věnoval přírodovědě a jeho práce z té doby ocenil roku 1947, kdy maturoval, i časopis Vesmír. Téhož roku zahájil svá vysokoškolská studia a během prvního semestru začal docházet také do Anatomického ústavu Lékařské fakulty Univerzity Karlovy, ve kterém na počátku padesátých let 20. století pracoval pod vedením Ladislava Borovanského. Mezi Čihákovy kolegy patřili Milan Doskočil, Leo Lemež nebo Zdeněk Rychter. V roce 1952 promoval, o devět let později (1961) obhájil i svou kandidátskou práci a za další tři roky (1964) zvládl i habilitaci. Po dalších pěti letech (1969) obhájil také doktorskou dizertační práci a v roce 1974 se stal řádným profesorem.
Za své výzkumy vývoje svalů na ruce získal roku 1965 cenu vědecké rady Ministerstva zdravotnictví. O pět let později (1970) za objev zamezení zániku svalu hormonální cestou obdržel spolu s Arnoštem Gutmannem a Věrou Hanzlíkovou Cenu fyziologické společnosti.
Od roku 1988 vedl na Lékařské fakultě kurzy Univerzity třetího věku.

## Členství vodborných organizacích
Čihák byl členem:
- Česká anatomická společnost
- Antropologická společnost
- Česká zoologická společnost
- Spolek českých lékařů v Praze (čestný člen)
- Assotiation des Anatomistes de Langue Française
- Anatomische Geselschaft
- Československá akademie věd (člen korespondent)

## Dílo
- Anatomie pro posluchače lékařství (1980-1989)
- Anatomie 1, 2, 3